# Patrik Hartl
Patrik Hartl (* 10. září 1976 Olomouc) je český spisovatel a režisér.

## Život
Vystudoval filmovou a televizní režii na pražské FAMU. Je kmenovým autorem a režisérem pražského divadla Studio DVA, pro které napsal a režíroval řadu inscenací. Působí i v dalších divadlech – Divadlo Viola, Divadlo v Celetné.
Jeho literární prvotinou byla v roce 2012 kniha Prvok, Šampón, Tečka a Karel, která se díky velkému zájmu čtenářů dočkala mnoha dotisků. Následující romány Malý pražský erotikon (2014), Okamžiky štěstí (2016), Nejlepší víkend (2018), 15 roků lásky (2021) a Gazely (2023) získaly ocenění Český bestseller. Podle svého románu Prvok, Šampón, Tečka a Karel natočil stejnojmenný film, který se stal v roce 2021 nejnavštěvovanějším snímkem v českých kinech. V roce 2024 vyšla jeho knížka veselých příběhů pro děti s názvem Andulka Andula.
Manželka Martina pracuje jako konzultantka v oblasti regionálního rozvoje. V roce 2006 se jim narodil syn Hynek a v roce 2017 dcera Aya.
V roce 2024 byl Českou televizí představen jako jedna z osobností, která se zúčastní třinácté řady taneční soutěže StarDance.

## Tvorba

### Beletrie
- Prvok, Šampón,Tečka a Karel (2012, Bourdon)[14]
- Malý pražský erotikon (2014, Bourdon)[15]
- dvojromán Okamžiky štěstí (2016, Bourdon)[16]
- Nejlepší víkend (2018, Bourdon)[17]
- 15 roků lásky (2021, Bourdon)[18]
- Gazely (2023, Bourdon)[19]
- Andulka Andula (2024, Bourdon)

### Vlastní dramatická tvorba
- Hovory o štěstí mezi čtyřma očima (2004, Studio DVA divadlo)
- Večírek na Seině (2005, Divadlo Viola)
- Klára a Bára (2006, Studio DVA divadlo)
- Soukromý skandál (2011, Studio DVA divadlo)
- Hlava v písku (2013, Studio DVA divadlo)
- Hvězda (2013, Studio DVA divadlo)
- Vysavač (2015, Studio DVA divadlo)
- 4 sestry (2016, Studio DVA divadlo)
- Líbánky na Jadranu (2017, Studio DVA divadlo)
- Lovci bobrů (2022, Studio DVA divadlo)

### Divadelní režie
- Dario Fo, Franca Rame: Otevřené manželství (Divadlo Studio Dva, 2002)
- István Őrkény: Kočičí hra (Divadlo Studio Dva, 2003)
- Ingmar Bergman: Podzimní sonáta (Divadlo Studio Dva, 2003)
- Joe Orton: Návštěva pana Sloana (2003)
- Richard Nelson: Madame Melville (Divadlo Studio Dva, 2004)
- Rob Becker: Caveman (2005)
- Terry Johnson: Absolvent (Divadlo Studio Dva, 2005)
- Ženy mezi nebem a zemí – složeno ze dvou inscenací: Lucille Fletcher: „Promiňte, omyl!“ a Andrzej Maleszka: „Jašek“ (Divadlo Studio Dva, 2005)
- adaptace povídek Woodyho Allena: Možná přijde i Woody! (2006, Divadlo Viola)
- Gérald Sibleyras ve spolupráci s Jeanem Dellem: Půldruhé hodiny zpoždění (Divadlo Studio Dva, 2007)
- Jim Cartwright: Tichý hlas (Divadlo Studio Dva, 2008)
- scénický fragment románu Zločin a trest a povídky Něžná Fjodora Michajloviče Dostojevského: Něžná je noc (Divadlo v Celetné, 2011)
- Jitka Škápíková: Století hitů (Divadlo Viola, 2012)

### Filmové režie
- Stav bez tíže (1999)
- Taková normální rodinka (2008)
- Prvok, Šampón, Tečka a Karel (2020)

### Televizní práce
- Adam a Eva 2001 (Česká televize, 2001)
- seriál Ulice (TV Nova, 2006–2011)[20]

## Ocenění
- Český bestseller 2023 za Gazely[21]
- Český bestseller 2021 za 15 roků lásky[22]
- Český bestseller 2018 za Nejlepší víkend[23]
- Český bestseller 2016 za Okamžiky štěstí[5]
- Český bestseller 2014 za Malý pražský erotikon[4]